# Caspueñas
Caspueñas település Spanyolországban, Guadalajara tartományban. Caspueñas Atanzón, Valdegrudas, Brihuega és Valdeavellano községekkel határos. Lakosainak száma 133 fő (2024).

## Népesség
A település népessége az utóbbi években az alábbiak szerint változott:
| Lakosok száma | 87   | 98   | 108  | 108  | 111  | 100  | 96   | 81   | 116  | 133  |
|               | 2001 | 2004 | 2006 | 2009 | 2011 | 2014 | 2016 | 2019 | 2021 | 2024 |